# Epidendrum gratissimum
Epidendrum gratissimum là một loài thực vật có hoa trong họ Lan. Loài này được (Rchb.f.) Hágsater & Dodson mô tả khoa học đầu tiên năm 1992.